# Jokadu (Distrikt)
Jokadu ist einer von 35 Distrikten – der zweithöchsten Ebene der Verwaltungsgliederung – im westafrikanischen Staat Gambia. Es ist einer von sechs Distrikten in der North Bank Region.
Nach einer Berechnung von 2013 leben dort etwa 19.847 Einwohner, das Ergebnis der letzten veröffentlichten Volkszählung von 2003 betrug 17.850.
Der Name ist von Jokadu abgeleitet, einem ehemaligen kleinen Reich.

## Ortschaften
Die zehn größten Orte sind:
- Munyagen, 1499
- Dasilameh, 1252
- Kerr Omar Saine, 1082
- Kerr Jariga Jobe, 973
- Chissay Majaw, 901
- Gissay, 845
- Tambana, 838
- Kuntaya, 810
- Macca Njainjam, 743
- Medina Modoum, 649

## Bevölkerung
Nach einer Erhebung von 1993 (damalige Volkszählung) stellt die größte Bevölkerungsgruppe die der Wolof mit einem Anteil von rund vier Zehnteln, gefolgt von den Fula und den Mandinka. Die Verteilung im Detail: 22,6 % Mandinka, 24,3 % Fula, 37,7 % Wolof, 0,2 % Jola, 0,7 % Serahule, 5,9 % Serer, 0 % Aku, 0,4 % Manjago, 7,8 % Bambara und 0,4 % andere Ethnien.